# Aguelmis Rojas

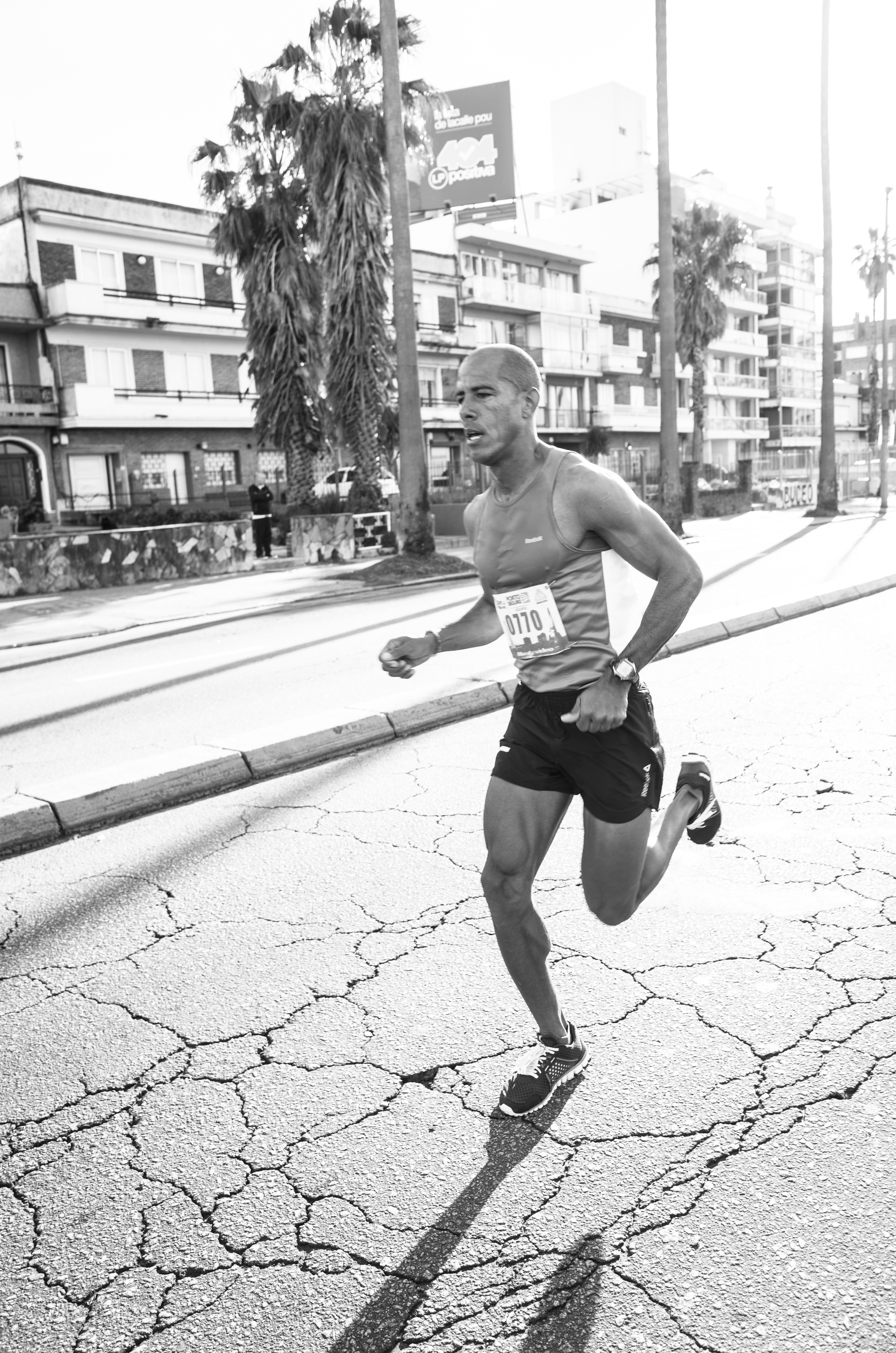
Rojas während des Halbmarathons in Montevideo (2014)

Aguelmis Rojas, vollständiger Name Aguelmis Rojas de Armas, (* 28. März 1978) ist ein kubanischer Leichtathlet, der 2014 die uruguayische Staatsangehörigkeit erhielt.

## Karriere
Der 1,77 Meter große Rojas ist in den Laufdisziplinen auf den Langstrecken und dort insbesondere im Marathonlauf aktiv. Bei den Halbmarathon-Weltmeisterschaften 2001 im britischen Bristol belegte er den 52. Platz. 2003 nahm er an den Panamerikanischen Spielen 2003 in Santo Domingo teil und wurde in der Marathonkonkurrenz Vierter. Er gehörte dem kubanischen Aufgebot bei den Olympischen Spielen 2004 in Athen an. Den olympischen Marathon beendete er an 47. Position. Bei den Zentralamerikanischen und Karibischen Meisterschaften 2005 gewann er den 10.000-Meter-Lauf. Im darauffolgenden Jahr platzierte er sich im Marathonwettbewerb der Zentralamerika- und Karibikspiele 2006 auf dem 5. Rang. 2007 folgte ein 55. Platz bei den Straßenlauf-Weltmeisterschaften im italienischen Udine.
2014 erhielt er die uruguayische Staatsbürgerschaft und gewann den Montevideo-Marathon ebenso wie den dortigen Halbmarathon. Sodann nahm er mit der uruguayischen Mannschaft an den Panamerikanischen Spielen 2015 in Toronto teil. Dort belegte er im Marathonwettbewerb mit persönlicher Saisonbestleistung den 7. Platz.

## Persönliche Bestleistungen
- 10.000 Meter: 29:06,8 Minuten, 1. Januar 2002
- 20 Kilometer: 1:01:21 Stunden, 23. April 2006, Havanna
- Halbmarathon: 1:03:41 Stunden, 20. November 2005, Havanna
- Marathon: 2:14:16 Stunden, 18. April 2004, Havanna[7]